# Église épiscopalienne anglicane du Brésil

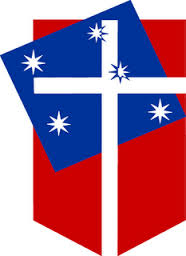
Blason de l'IEAB.

L'Église épiscopalienne anglicane du Brésil (portugais : Igreja Episcopal Anglicana do Brasil – IEAB) est la province ecclésiastique de la Communion anglicane au Brésil. L'IEAB est composé par neuf diocèses (plus un district missionnaire), chacun dirigé par un évêque. L'un entre les neuf évêques est élu le primat de l'église. Son primat actuel est Éveque Marinez Bassotto (première femme elue Primat de l'histoire de l'Eglise Episcopale Anglicane de Brésil), évêque du diocèse de la Catedral da Santa Maria, élue en 2022. L'IEAB est la plus ancienne église non-catholique du Brésil. L'anglicanisme est arrivé au pays en 1810, quand Jean VI, roi de Portugal, et George III, roi du Royaume-Uni, ont signé un traité commercial qui a donné à l'Église d'Angleterre l'opportunité de construire des chapelles au Brésil, à condition qu'elles n'aient pas la ressemblance des églises, qu'elles assistaient seulement les étrangers et que leurs prêtres ne convertissent pas les Brésiliens. En 1890, les premières missionnaires de l'Église épiscopalienne (E.U.) sont arrivées dans le Sud du Brésil pour convertir les Brésiliens. Par conséquent, il y avait deux églises anglicanes au Brésil jusqu'à 1955, quand elles se sont fondues après un accord entre l'Église d'Angleterre et l'Église épiscopalienne. Dix ans plus tard, l'IEAB a obtenu son indépendance de l'Église épiscopalienne américaine et est devenue la 19e province de la Communion anglicane. Elle poursuit une théologie sociale et est considérée une église inclusive. Dans les dernières années elle a reçu des catholiques et évangéliques à la recherche de l'acceptation.

## Histoire
L'anglicanisme a commencé à se développer comme une tradition chrétienne distinctive du catholicisme en 1534, quand le roi Henri VIII d'Angleterre, motivée par des préoccupations politiques et personnelles, a proclamé l'indépendance de l'Église d'Angleterre de l'Église de Rome, en rejetant l'autorité papale. La nouvelle tradition, qui a brisé la tradition de faire la prière en latin, se répandit dans les colonies britanniques du Nouveau Monde. Au Brésil, pourtant, l'église officielle était l'Église catholique et les Portugais ont expulsé les Protestants du Brésil en 1649.
En 1805 Henry Martyn est devenu le premier anglican à aller au Brésil. Son bateau a fait escale à Salvador sur sa route vers l'Inde. Il est resté dans la ville pendant deux semaines et a parlé avec les prêtres catholiques en français et en latin. Il a écrit: « Quand ce beau pays sera affranchi de l'idolâtrie et du faux christianisme? Il y a des croix dans l'abondance, mais quand la doctrine de la Croix sera introduite ici? ». Cinq ans plus tard, les royaumes du Portugal et d'Angleterre ont signé le Traité de commerce et de navigation, qui a permis la construction des chapelles au Brésil pour l'Église d'Angleterre. Les premières chapelles non-catholiques du pays étaient destinées exclusivement aux Anglo-Brésiliens. La première messe anglicane a été célébrée un an plus tard et Christ Church, la première chapelle anglicane, a été inaugurée en 1819 à Rio de Janeiro. Les premiers anglicans n'étaient pas opposés au statu quo. Certains possédaient des esclaves malgré l'opposition de l'Église d'Angleterre à l'esclavage.

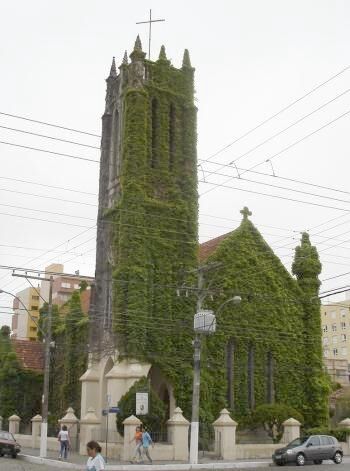
La Cathédrale du Rédempteur à Pelotas était l'une des premières églises de confession anglicane au Brésil, inaugurée en 1892.

En 1853 William Cooper a été envoyé au Brésil à la demande d'un épiscopalien de Rio de Janeiro, probablement un membre de la colonie américaine, mais son bateau a coulé dans la mer des Caraïbes et il est retourné aux États-Unis. En 1860 le révérend écossais Richard Holden est arrivé à Belém, également envoyé par l'Église épiscopalienne comme missionnaire. Holden a réussi dans son entreprise missionnaire, restant dans le pays pendant 12 ans. Il a choisi Belém comme base à cause de l'existence d'une station de distribution de Bibles dans la ville. À Belém il a essayé de créer une communauté anglicane, mais sa tentative a échoué. Il a utilisé les médias locaux pour diffuser son message, mais ses articles de journaux ont provoqué la colère de l'évêque catholique, Antônio de Macedo Costa. Holden fit la première traduction en portugais du Livre de la prière commune. Il a écrit une douzaine d'hymnes, deux d'entre eux se trouvent dans le livre de cantiques de 1962. Il a parcouru les affluents de l'Amazone pour vendre des Bibles dans les communautés riveraines. En 1862 Holden s'était installé à Salvador, où il a également essayé de répandre l'anglicanisme par l'intermédiaire de la presse. Ses articles ont rencontré une forte opposition et il a subi trois tentatives d'assassinat. En raison de sa forte personnalité et son style controversé de prédication, Holden a également commencé à rencontrer l'opposition de l'Église épiscopalienne, qui avait financé son voyage au Brésil. En 1864 il a accepté l'invitation de Robert Kalley de devenir pasteur de l'église congrégationaliste Congregational Fluminense à Rio de Janeiro et est devenu adepte du dispensationalisme.
La République a été proclamée en 1889 et le pays est devenu officiellement laïque. Les prêtres anglicans Lucien Lee Kinsolving et James Watson Morris ont été envoyés au Brésil en 1890 en provenance du Virginia Theological Seminary, aux États-Unis. Ils se sont établis à Porto Alegre, dans une maison louée (plus tard connue comme la «Maison de la mission»), où ils ont célébré la première messe anglicane en portugais le 1er juin 1890. Trois autres missionnaires américains sont arrivés au Brésil en 1891 : le révérend William Cabell Brown, John Gaw Meem et Mary Packard. Ils ont établi de missions à Santa Rita do Rio dos Sinos, Rio Grande et Pelotas. Ces cinq missionnaires sont considérés comme les fondateurs de l'IEAB, car ils prêchaient aux Brésiliens et en portugais. En 1893 Morris et Brown ont lancé «O Estandarte Cristão», le journal de la communauté anglicane de Porto Alegre. Cette même année, l'évêque George William Peterkin a visité la mission brésilienne et a ordonné quatre diacres.
En 1899 Kinsolving a été ordonné évêque. Il a commandé la communauté anglicane du Brésil pendant presque 30 ans. En 1907, le district missionnaire du Brésil a été créé au sein de l'Église épiscopalienne des États-Unis. Un an plus tard, les missionnaires ont commencé leurs activités à Rio de Janeiro, alors capitale du Brésil, où Kinsolving espérait construire le siège de l'église. En 1912 les anglicans ont ouvert des écoles à Porto Alegre et Santana do Livramento. Les missionnaires ont commencé à travailler dans l'État de São Paulo en 1921 et, cinq ans plus tard, William Matthew Merrick a été élu évêque du district missionnaire du Brésil. Kinsolving a retourné aux États-Unis un an plus tard. En 1929 la Presse épiscopal a été fondée; elle a lancé la plus importante édition révision du Livre de la prière commune. Selon Kickhofel, la messe anglicane était enviée par les catholiques romains, car ils ont seulement commencé à prier en Portugais après la fin du Concile Vatican II en 1965.

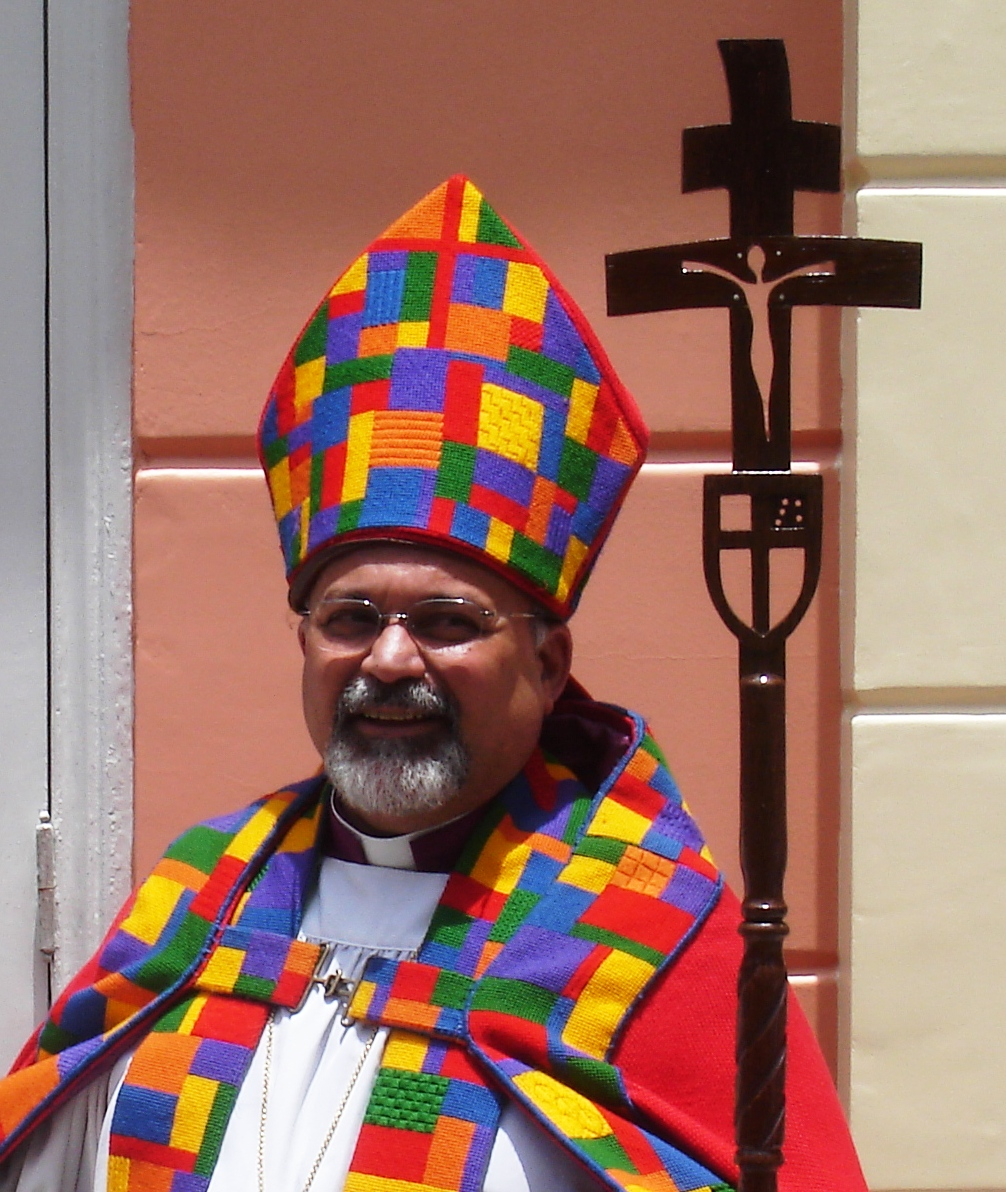
Don Maurício de Andrade, primat de l'IEAB entre 2006 et 2013 et évêque de Brasília.

En 1940 Athalicio Theodoro Pithan est devenu le premier évêque d'origine brésilienne du district missionnaire. Les épiscopaliens ont célébré le 40e anniversaire de leur présence au Brésil pendant le même an. Neuf ans plus tard, le district missionnaire du Brésil a été sous-divisé en trois diocèses, ce qui a incité des discussions sur l'indépendance ecclésiastique de l'Église épiscopalienne brésilienne. Le premier synode général a eu lieu en 1952. Trois ans plus tard, les chapelles qui ont été fondées dans les années 1820 par l'Église d'Angleterre se sont fondues avec le district missionnaire du Brésil après un accord entre l'Église épiscopalienne et l'Église d'Angleterre. En 1965 l'Église épiscopalienne anglicane du Brésil a été officiellement fondée; elle a finalement gagné son autonomie, devenant la 19e province ecclésiastique de la Communion anglicane. Don Egmont Machado Krischke est élu son évêque président. Maintenant, l’Église a l'autonomie pour développer sa propre liturgie.
En 1966 l'IEAB est devenu membre du Conseil œcuménique des Églises. La province brésilienne de la Communion anglicane a été visité, pour la première fois, par un archevêque de Cantorbéry, Michael Ramsey en 1974. Onze ans plus tard, l'IEAB a commencé à ordonner des femmes à cause de la décision du synode général de 1984. La première femme prêtre est la révérende Carmen Etel Alves Gomes. L'IEAB a précédé l'Église d'Angleterre sur la question. En 1990, lors de son centenaire, l'IEAB a décidé de se concentrer sur trois domaines, compte tenu des problèmes socio-économiques du Brésil: éducation, diaconie et expansion. En 1997 les évêques ont signé un document que dit que « la sexualité est un don de Dieu, et les rapports sexuels, pratiqués dans un contexte d'amour et de respect mutuel, ne doivent pas seulement être acceptés, mais aussi considérés comme l'une des bonnes choses que Dieu a créé ». Un an plus tard, l'église a commencé à accueillir les homosexuels. En 2001 l'IEAB a conduit la première consultation nationale sur la sexualité humaine, quand ses membres ont décidé de rejeter « le principe de l'exclusion implicite dans l'éthique du péché et de l'impureté » et de déclarer l'inclusion comme une « essence du ministère de Jésus ». En 2005 le diocèse de Recife, dirigé par l'évêque Robinson Cavalcanti, s'est retiré d'IEAB en raison de leur désaccord avec les politiques nationales de l'Église sur l'homosexualité. En 2001 le primat Maurício de Andrade a publié un communiqué déclarant son soutien à la décision de la Cour suprême fédérale de reconnaître les unions civiles des personnes du même sexe au Brésil. L'église ne remplit pas les mariages homosexuels, mais quelques paroisses bénissent ces unions.

## Organisation

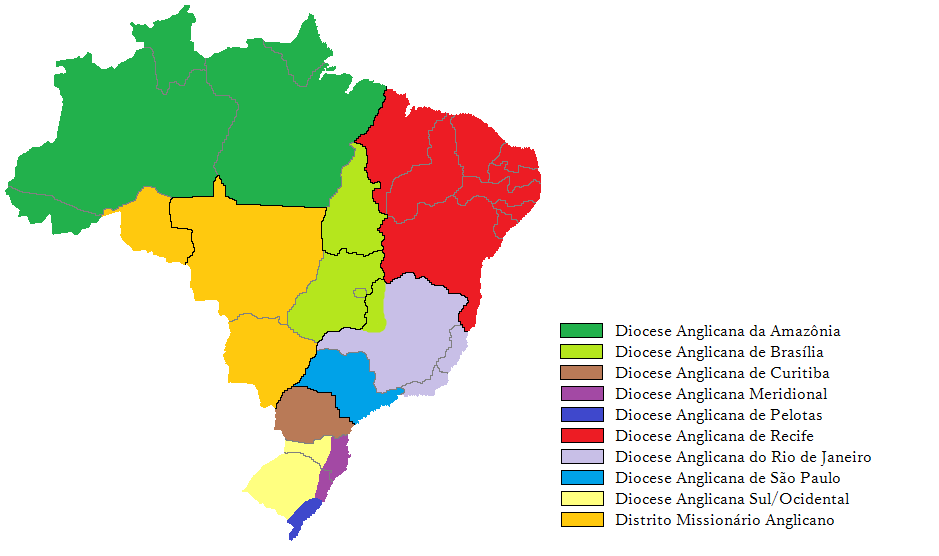
Les diocèses anglicanes du Brésil.

Une partie importante des prêtres de la province sont des femmes, mais, en l'an 2015, tous les évêques sont des hommes. La presidente de la Chambre des clergé et des laïcs pour la première fois est une femme, Selma Rose, qui a été élu au synode général pour un mandat de trois ans. Le secrétaire général de l'église est le révérend Arthur Cavalcante, également nommé au synode général pour un mandat de trois ans.

### Diocèses de la province
- Amazonia (DAA) : L'évêque actuel est Revma. Marinez Bassoto (Bispa Primaz da IEAB).
- Brasilia (DAB) : L'évêque actuel est Revmo. Mauricio Andrade.
- Meridional (DM) : L'évêque actuel Revmo. Humberto Maiztegui Gonçalves.
- Paraná (DAPAR) : L'évêque actuel est Revma. Magda Guedes.
- Pelotas (DAP) : L'évêque actuel est Revma. Meriglei Borges Silva Simin.
- Recife (DAR) : L'évêque actuel est Revmo. João Cancio Peixoto Filho.
- Rio de Janeiro (DARJ) : L'évêque actuel Revmo. Eduardo Grillo.
- São Paulo (DASP) : L'évêque actuel est Revmo. Bispo Cezar Fernandes Alves.
- Sul-Ocidental (DSO) : L'évêque actuel est Revmo. Francisco de Assis da Silva.
- District missionnaire Anglicane :L'évêque actuel est Revma. Magda Guedes & évêque visiteur: Revmo. Mauricio Andrade

### Les primats
À l'origine sous la supervision métropolitain de l'Église épiscopalienne, l'IEAB est devenue une province indépendante en 1965 et se compose d'une seule province métropolitain, de sorte que son chef est en même temps évêque métropolitain et primat. Il utilise le titre honorifique de Don, typique dans l'Église catholique romaine, mais il ne possède pas le titre habituel d'archevêque, étant connu par le titre alternatif d'évêque primat. Les évêques primats ont été:
- Egmont Machado Krischke, 1965—1971
- Arthur Rodolpho Kratz, 1972—1984
- Olavo Ventura Luiz, 1986—1992
- Glauco Soares de Lima, 1993—2003
- Orlando Santos de Oliveira, 2003—2006
- Maurício José Araújo de Andrade, 2006—2013
- Francisco de Assis da Silva, 2013-2018
- Naudal Alves Gomes, 2018-2022
- Marinez Bassotto, 2022- à présent